# Mikroregion Luhačovské Zálesí
Mikroregion Luhačovské Zálesí je sdružení právnických osob v okresu Zlín, jeho sídlem jsou Luhačovice a jeho cílem je rozvoj regionu. Sdružuje celkem 20 obcí a byl založen v roce 1999.

## Obce sdružené v mikroregionu
- Biskupice
- Březůvky
- Dobrkovice
- Dolní Lhota
- Doubravy
- Horní Lhota
- Hřivínův Újezd
- Kaňovice
- Kelníky
- Ludkovice
- Luhačovice
- Petrůvka
- Podhradí
- Pozlovice
- Provodov
- Rudimov
- Sehradice
- Slavičín
- Slopné
- Velký Ořechov